# Asklépios z Milosu
Asklépios z Milosu nebo také Asklépios z Mélosu je mramorová hlava, která bývala součástí velké starověké řecké sochy Asklépia. Socha byla nalezena na ostrově Milos v Řecku. V roce 1867 ji získalo Britské muzeum společně s ostatními kusy Blacasovy sbírky.

## Objev
Hlava byla nalezena v polovině 19. století v Asklépiově svatyni na ostrově Milos v souostroví Kyklady v Řecku. Později ji získal francouzský diplomat a sběratel Louis, vévoda z Blacasu a poté, v roce 1867, Britské muzeum spolu s ostatními kusy vévodovy sbírky.

## Popis
Hlava z parského mramoru bývala součástí kultovní sochy starověkého řeckého boha medicíny a léčení Asklépia. Socha byla vyrobena ze tří kusů, přičemž existují již pouze dva. Kolem hlavy jsou vyvrtané otvory a také olověné kolíky určené pro zlatý věnec, který se nedochoval; kdysi tvořil korunu sochy. Klidný výraz obličeje je typický pro sochu z období helénismu. Asklépius byl pravděpodobně ztvárněn polonahý, přičemž držel hůl, kolem níž byl obtočen zřejmě had. Tato hůl je známá jako Aeskulapova hůl.